# Окулярник темноголовий
Окулярник темноголовий (Zosterops atricapilla) — вид горобцеподібних птахів родини окулярникових (Zosteropidae). Мешкає на Суматрі і Калімантані.

## Опис
Довжина птаха становить 9-11 см, вага 8,5-11 г. Верхня частина тіла оливково-зелена, райдужки карі, дзьоб і лапи чорні.

## Підвиди
Виділяють два підвиди:
- Z. a. viridicatus Chasen, 1941 — північна Суматра;
- Z. a. atricapilla Salvadori, 1879 — центральна і південна Суматра, Калімантан.

## Поширення і екологія
Темноголові окулярники живуть в гірських тропічних лісах і високогірних чагарникових заростях на висоті від 1500 до 3000 м над рівнем моря.